# 山宗泰
山宗泰神父（Eugene Beauce，1878年4月30日—1962年6月18日），字魯瞻，聖名歐日納，法国传教士，耶稣会会士。
1878年4月30日，山宗泰生于法国。1895年9月7日，才尔孟入耶稣会初學院。1905年来华传教。1908年4月15日在愛爾蘭晉升神父。在海门传教。1918-1925年任徐家汇修院院长。1925-1932年任上海耶稣会会长。后任徐匯公學院長及耶穌會初學院神師。
1949年，山宗泰赴菲律宾。1957年赴香港。1962年6月18日在香港九龙法國醫院离世，享年84歲。葬於香港跑馬地天主教墳場。